# تي جاي ميلر
تي جاي ميلر (بالإنجليزية: T. J. Miller)‏ مواليد 4 يونيو 1981 في دنفر، كولورادو، الولايات المتحدة، هو ممثل أمريكي بدأ مسيرته الفنية عام 2007.

## أعمال

### أفلام
- كلوفرفيلد
- كيف تروض تنينك
- غير قابل للإيقاف
- رحلات غاليفر
- روك العصور
- كيف تروض تنينك 2
- المتحولون: عصر الانقراض
- الأبطال الستة
- ديدبول
- ديدبول 2

### مسلسلات
- كيف تروض تنينك 2
- المتحولون: عصر الانقراض
- رحلات غاليفر
- النهايات السعيدة
- رحلات غاليفر
- غرافيتي فولز
- دريم ووركس التنانين
- أميريكان داد!
- وادي السيليكون

## وصلات خارجية
- الموقع الإلكتروني
- تي جاي ميلر على موقع IMDb (الإنجليزية)
- تي جاي ميلر على موقع روتن توميتوز (الإنجليزية)
- تي جاي ميلر على موقع ألو سيني (الفرنسية)
- تي جاي ميلر على موقع ميوزك برينز (الإنجليزية)
- تي جاي ميلر على موقع أول موفي (الإنجليزية)
- تي جاي ميلر على موقع قاعدة بيانات الأفلام السويدية (السويدية)
- تي جاي ميلر على موقع أول ميوزيك (الإنجليزية)
- تي جاي ميلر على موقع ديسكوغز (الإنجليزية)
- تي جاي ميلر على موقع قاعدة بيانات الفيلم (الإنجليزية)
- تي جاي ميلر على موقع كينوبويسك (الروسية)